# Петров, Владислав Геннадьевич
Владислав Геннадьевич Петров - российский пловец в ластах, мастер спорта России международного класса, Заслуженный тренер России .

## Карьера
Многократный победитель Чемпионатов вооруженных сил, Первенств, Кубков и Чемпионатов России.
Многократный победитель международных соревнований. Призёр Первенства Мира 1993 года. 2-х кратный победитель Первенства Мира 1993 года. Неоднократный призёр Кубков Европы 1994, 1995, 1996. 1997 годов. Победитель Кубка Европы 1998 года. 3-х кратный Чемпион Европы 1995, 1997 годов. Чемпион Мира 1996 года. Рекордсмен Мира.
Является главным тренером сборной команды Свердловской области по подводному спорту. Награждён медалью за вклад в реализацию основных целей РОСТО (ДОСААФ) "80 лет ОСОАВИАХИМ-ДОСААФ-РОСТО".награждён знаком «Отличник физической культуры и спорта»

## Образование
Окончил Сибирскую Государственную Академию физической культуры (филиал в г. Березовский ) по специальности -"Физическая культура и спорт" (квалификация :  специалист по физической культуре и спорту)
- А знаешь, все еще будет!
- Берёзовский спортивный
- Устинова В. Город, стань кузницей чемпионов // Березовский рабочий. - 2001. - 1 нояб. - С. 4
- Колоскова Т. "Увел" детей в большой спорт. Воспитанники Владислава Петрова чаще бывают с ним, чем с родителями // Золотая горка.-2008. - 11 сент. - С. 4